# Yuji Okumoto

Yuji Okumoto (2010)

Yuji Don Okumoto (japanisch: 雄二・ドン・奥本, meist kurz Yuji Okumoto; * 20. April 1959 in Los Angeles, Kalifornien) ist ein US-amerikanischer Schauspieler, der vor allem für seine Rolle als Antagonist in Karate Kid II bekannt wurde.

## Leben und Karriere
Okumoto hat japanisch-amerikanische Eltern und wurde in Los Angeles geboren. Er besuchte die Hollywood High School und darauf die California State University, Fullerton (CSUF). An der CSUF entdeckte er das Schauspiel für sich. Er war auch Teil der transpazifischen Schauspielgruppe East West Players. Okumoto war 1985 mit Was für ein Genie das erste Mal im Film zu sehen. Sein Schaffen umfasst mehr als 80 Film- und Fernsehproduktionen.
In der dritten Staffel der Serie Cobra Kai spielte er nach 35 Jahren erneut die Rolle des Chozen aus Karate Kid II. Als Karate Kid II gedreht wurde, besaß der damals 27-jährige Okumoto den braunen Gürtel im Karate, und verfügte zudem über Grundkenntnisse in anderen Kampfkünsten. Sein Judo Meister war Hayward Nishioka, der unter anderem mit Bruce Lee und Rickson Gracie trainierte, sein Chitō-ryū Karate Sensei war Yukinori Kugimiya, dazu lernte er Kajukenbo unter Sensei Ron Takaragawa und Yau Kung Moon Shaolin Kung Fu unter Sifu Kevin Quock.

## Filmografie (Auswahl)
- 1985: Was für ein Genie (Real Genius)
- 1986: Karate Kid II – Entscheidung in Okinawa (The Karate Kid, Part II)
- 1987: Aloha Summer
- 1989: Das dreckige Spiel (True Believer)
- 1992: Nemesis
- 1993: Brain Smasher
- 1993: American Yakuza
- 1995: Superman – Die Abenteuer von Lois & Clark (Fernsehserie, 1 Folge)
- 1995: Hard Attack – Tatort: Knast (Hard Justice)
- 1996: Walker, Texas Ranger (Fernsehserie, 1 Folge)
- 1997: The Game
- 1998: Die Truman Show (The Truman Show)
- 2000: Die Festung II: Die Rückkehr (Fortress 2: Re-Entry)
- 2001: The District – Einsatz in Washington (The District, Fernsehserie, 1 Folge)
- 2001: Pearl Harbor
- 2005: The Crow – Wicked Prayer (The Crow: Wicked Prayer)
- 2006: Big Mama’s Haus 2
- 2006: End Game
- 2007: The Unit – Eine Frage der Ehre (The Unit, Fernsehserie, 1 Folge)
- 2008: Mask of the Ninja (Fernsehfilm)
- 2009: Bones – Die Knochenjägerin (Bones, Fernsehserie, 1 Folge)
- 2010: Inception
- 2011–2013: Young Justice (Fernsehserie, 2 Folgen, Stimme)
- 2012: The Mentalist (Fernsehserie, 1 Folge)
- 2014: Z Nation (Fernsehserie, 1 Folge)
- 2020: The Paper Tigers
- 2021–2025: Cobra Kai (Fernsehserie)